# Cục Tổ chức Trung ương Đảng Cộng sản toàn Liên bang khóa XIV (1925–1927)
Cục Tổ chức Trung ương Đảng Cộng sản toàn Liên bang khóa XIV được bầu tại Hội nghị Trung ương lần thứ nhất của Ban chấp hành Trung ương Đảng Cộng sản toàn Liên bang khóa XIV được tổ chức ngày 1/1/1926.

## Ủy viên chính thức
| Ủy viên chính thức | Ủy viên chính thức                | Ủy viên chính thức | Ủy viên chính thức | Ủy viên chính thức | Ủy viên chính thức |
| STT                | Họ tên (sinh-mất)                 | Chức vụ            | Chức vụ            | Chức vụ | Ghi chú            |
| STT                | Họ tên (sinh-mất)                 | Nhiệm kỳ           | Nhiệm kỳ           | Chức vụ kiêm nhiệm | Ghi chú            |
| ------------------ | --------------------------------- | ------------------ | ------------------ | --- | ------------------ |
| 1                  | Andrey Andreyev (1895–1971)       | 1/1/1926           | 19/12/1927         | Ủy viên dự khuyết Bộ Chính trị Đảng Cộng sản toàn Liên bang Chủ tịch Ủy ban Trung ương Công đoàn Đường sắt                                                                |                    |
| 2                  | Aleksandra Artyukhina (1889–1969) | 1/1/1926           | 19/12/1927         | Bí thư Trung ương Đảng Cộng sản toàn Liên bang Phó trưởng ban Ban Phụ nữ Công Nông Trung ương Đảng Cộng sản toàn Liên bang                                                |                    |
| 3                  | Andrei Bubnov (1884–1938)         | 1/1/1926           | 19/12/1927         | Bí thư Trung ương Đảng Cộng sản toàn Liên bang Tổng cục trưởng Tổng cục chính trị quân đội Liên Xô                                                                        |                    |
| 4                  | Alexander Dogadov (1888–1937)     | 1/1/1926           | 19/12/1927         | Ủy viên Trung ương Đảng Cộng sản toàn Liên bang Thư ký Hội đồng Trung ương các Công đoàn toàn Liên Xô                                                                     |                    |
| 5                  | Grigory Evdokimov (1884–1936)     | 1/1/1926           | 9/4/1926           | Bí thư Trung ương Đảng Cộng sản toàn Liên bang Bí thư thứ nhất Tỉnh ủy Leningrad                                                                                          |                    |
| 6                  | Emanuel Kviring (1888–1937)       | 1/1/1926           | 17/2/1927          | Ủy viên Trung ương Đảng Cộng sản toàn Liên bang Phó Chủ tịch Xô Viết Tối cao Kinh tế Quốc dân                                                                             |                    |
| 7                  | Stanislav Kosior (1889–1939)      | 1/1/1926           | 19/12/1927         | Bí thư Trung ương Đảng Cộng sản toàn Liên bang Bí thư thứ nhất Tỉnh ủy Siberia                                                                                            |                    |
| 8                  | Vyacheslav Molotov (1890–1986)    | 1/1/1926           | 19/12/1927         | Ủy viên dự khuyết Bộ Chính trị Trung ương Đảng Cộng sản toàn Liên bang Bí thư Trung ương Đảng Cộng sản toàn Liên bang                                                     |                    |
| 9                  | Alexander Smirnov (1878–1938)     | 1/1/1926           | 19/12/1927         | Ủy viên Trung ương Đảng Cộng sản toàn Liên bang Ủy viên Dân ủy Nông nghiệp Nga Xô                                                                                         |                    |
| 10                 | Joseph Stalin (1878–1953)         | 1/1/1926           | 19/12/1927         | Ủy viên Bộ Chính trị Đảng Cộng sản toàn Liên bang Bí thư Trung ương Đảng Cộng sản toàn Liên bang Tổng Bí thư Trung ương Đảng Cộng sản toàn Liên bang                      |                    |
| 11                 | Nikolai Uglanov (1886–1937)       | 1/1/1926           | 19/12/1927         | Ủy viên dự khuyết Bộ Chính trị Đảng Cộng sản toàn Liên bang Bí thư Trung ương Đảng Cộng sản toàn Liên bang Bí thư thứ nhất Thành ủy Moskva Bí thư thứ nhất Tỉnh ủy Moskva |                    |
| 12                 | Nikolay Shvernik (1888–1970)      | 9/4/1926           | 17/12/1927         | Bí thư Trung ương Đảng Cộng sản toàn Liên bang Bí thư Tỉnh ủy Leningrad                                                                                                   |                    |
| 13                 | Nikolai Kubiak (1881–1937)        | 17/12/1927         | 19/12/1927         | Bí thư Trung ương Đảng Cộng sản toàn Liên bang Bí thư Cục Viễn Đông |                    |
| 14                 | Moisei Rukhimovich (1889–1938)    | 17/12/1927         | 19/12/1927         | Ủy viên Trung ương Đảng Cộng sản toàn Liên bang Chủ tịch Xô Viết Tối cao Kinh tế Quốc dân Ukraina Xô                                                                      |                    |
| 15                 | Daniil Sulimov (1890–1937)        | 17/12/1927         | 19/12/1927         | Ủy viên Trung ương Đảng Cộng sản toàn Liên bang Chủ tịch Ủy ban Chấp hành Xô Viết tỉnh Ural                                                                               |                    |

| Ủy viên dự khuyết | Ủy viên dự khuyết              | Ủy viên dự khuyết | Ủy viên dự khuyết | Ủy viên dự khuyết | Ủy viên dự khuyết |
| STT               | Họ tên (sinh-mất)              | Chức vụ           | Chức vụ           | Chức vụ | Ghi chú           |
| STT               | Họ tên (sinh-mất)              | Nhiệm kỳ          | Nhiệm kỳ          | Chức vụ kiêm nhiệm | Ghi chú           |
| ----------------- | ------------------------------ | ----------------- | ----------------- | --- | ----------------- |
| 1                 | Ivan Lepse (1889–1929)         | 1/1/1926          | 19/12/1927        | Ủy viên Trung ương Đảng Cộng sản toàn Liên bang Trưởng ban Ban Kim khí Liên bang Trung ương Đảng Cộng sản toàn Liên bang           |                   |
| 2                 | Vasily Mikhailov (1894–1937)   | 1/1/1926          | 19/12/1927        | Ủy viên Trung ương Đảng Cộng sản toàn Liên bang Chủ tịch Hội đồng Công đoàn thành phố Moskva                                       |                   |
| 3                 | Konstantin Ukhanov (1891–1937) | 1/1/1926          | 19/12/1927        | Ủy viên Trung ương Đảng Cộng sản toàn Liên bang Chủ nhiệm Ủy ban Kỹ thuật điện nhà nước                                            |                   |
| 4                 | Nikolay Chaplin (1902–1938)    | 1/1/1926          | 19/12/1927        | Ủy viên dự khuyết Trung ương Đảng Cộng sản toàn Liên bang Bí thư thứ nhất Trung ương Đoàn Thanh niên Cộng sản Lenin toàn Liên bang |                   |
| 5                 | Vasily Schmidt (1886–1938)     | 1/1/1926          | 19/12/1927        | Ủy viên Trung ương Đảng Cộng sản toàn Liên bang Ủy viên Dân ủy Lao động Liên Xô                                                    |                   |
| 6                 | Semen Lobov (1888–1937)        | 17/12/1927        | 19/12/1927        | Ủy viên Trung ương Đảng Cộng sản toàn Liên bang Chủ tịch Cục kinh tế Tây Bắc thuộc Xô Viết Tối cao Kinh tế Quốc dân Liên Xô        |                   |